# براين فلاناغان
براين فلاناغان (بالإنجليزية: Brian Flanagan)‏ هو عضو إيرلندي أمريكي سابق في منظمات اليسار الأمريكي المتطرف للطلاب من أجل مجتمع ديمقراطي (SDS) ومنظمة Weather Underground Organization (WUO).

## النشأة
ولد فلاناغان في 20 أكتوبر 1946 ، ونشأ في مانهاتن، نيويورك. كان والديه إيرلنديين. كان والده مسؤول تنفيذي في مجال الدعاية وأمه معلمة، سمسارة الأوراق المالية وتاجرة التحف. دخل فلاناغان السياسة من قبل والديه الذين دعموا حاكم إلينوي الديمقراطي أدلاي ستيفنسون، وهو مرشح رئاسي فاشل في عامي 1952 و 1956.